# Mampava
Mampava is een geslacht van vlinders uit de familie van de snuitmotten (Pyralidae). De wetenschappelijke naam is voor het eerst geldig gepubliceerd in 1888 door Émile-Louis Ragonot. Ragonot beschreef ook de eerste soort, Mampava bipunctella, afkomstig uit Sarawak (Borneo). 